# Łobżonka (rzeka)

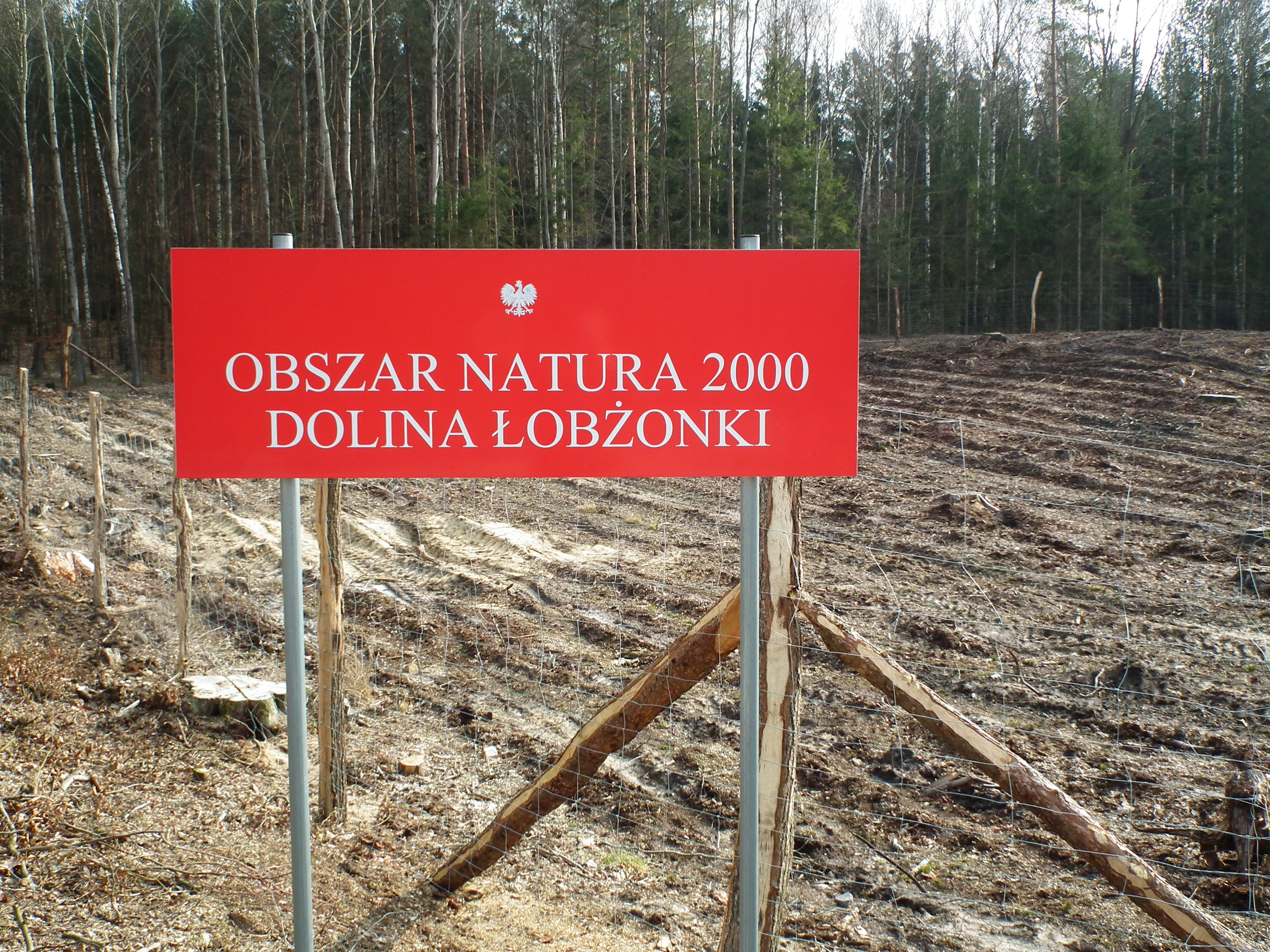
Obszar Natura 2000 Dolina Łobżonki koło Lutówka

Łobżonka (dawniej Kaszubka) – rzeka o długości 76 km przepływająca przez województwa kujawsko-pomorskie i wielkopolskie; prawy dopływ Noteci.

## Przebieg
Jej źródło znajduje się na Pojezierzu Krajeńskim, przez które przepływa w swym górnym biegu. W tej okolicy znajdują się takie wsie jak: Stare Gronowo, Lutowo, Lutówko oraz większe miasta: Kamień Krajeński, Więcbork i Sępólno Krajeńskie. Wszystkie te wsie i miasta leżą w granicach do 10–15 km od źródła rzeki.
W jej górnym biegu przecina ona duże kompleksy leśne (Bory Kujańskie). Ma tu stosunkowo niewielki spadek. Następnie w jej środkowym biegu płynie doliną, by stworzyć przełom w miejscu, gdzie schodzi do Pradoliny Toruńsko-Eberswaldzkiej, jednocześnie opuszczając przy tym tereny morenowe.  W swym dolnym biegu rzeka płynie przez równinne i podmokłe tereny Doliny Noteci.
Łobżonka wpada do Noteci (na jej 168,5 km) w pobliżu wsi Osiek nad Notecią i najwyższego wzniesienia Pojezierza Wielkopolskiego – Dębowej Góry (194 m n.p.m.). Na rzece (w jej dolnym biegu) znajduje się aż pięć elektrowni wodnych (m.in. w Witrogoszczu, Kościerzynie Wielkim i Wyrzysku), co powoduje znaczne, dobowe wahania stanu wody.

## Dopływy
- Stołunia – 59,5 km od ujścia rzeki do Noteci
- L Lubcza – 27 km od ujścia rzeki do Noteci
- L Orla – 9 km od ujścia rzeki do Noteci

## Miejscowości i wsie
- Czyżkowski Młyn
- Werski Most
- Wersk
- Dorotowo
- Stebionek
- Rudna
- Staw Młyński
- Witrogoszcz
- Łobżenica
- Górka Klasztorna
- Rataje
- Kościerzyn Mały
- Szczerbin
- Kościerzyn Wielki
- Klawek
- Wyrzysk Skarbowy
- Wyrzysk
- Pracz
- Więcbork
- Osiek nad Notecią

## Szlak kajakowy
Szlak kajakowy na Łobżonce należy do trudnych. Rzeka jest dostępna na odcinku około 60 km. Na spływ trzeba przeznaczyć 2–3 dni. Można go rozpoczynać od Czyżowskiego Młyna. Na rzece liczne przenoski (pnie), duże wahania dobowe stanu wody (pięć elektrowni wodnych), przeciągania kajaków na kamienistych mieliznach.
Skala trudności szlaku oceniana jest na ZWB-ZWC (łatwy/nieco trudny w niższych partiach), uciążliwość na U4 (uciążliwy), zaś malowniczość na ** (malowniczy).